# John Hawkins
John Hawkins (ur. 1532 w Plymouth, zm. 12 listopada 1595) – angielski szkutnik, nawigator i handlarz niewolnikami, pomysłodawca okrężnej drogi handlu przez Atlantyk.

## Handlarz niewolników
Kupował towar w Anglii, wymieniał go na niewolników w Gwinei (obecnie całe atlantyckie wybrzeże Afryki Środkowej), tych wymieniał na towar w hiszpańskich posiadłościach w Ameryce, który z kolei dostarczał do Anglii. Na każdym etapie uzyskiwał wielokrotne przebicie. Proceder ten zaczął realizować od roku 1562.

## Twórca nowej floty
W 1573 Hawkinsa mianowano Skarbnikiem i Nadzorcą Floty. Jako doświadczony w walkach z Hiszpanami i wyprawach kaperskich przeprowadził gruntowną modernizację angielskiej floty. Rozpoczęto produkcję nowego typu okrętów – z niskimi nadbudówkami, nowym kształtem kadłuba oraz z mieczem. Statki angielskie, w odróżnieniu od hiszpańskich, miały odtąd większe zanurzenie. Zmieniono również proporcje między długością a szerokością, dzięki czemu okręty stały się szybsze i zwrotniejsze. Kolejna zmiana dotyczyła kwestii uzbrojenia – jedyną bronią stały się armaty, co sprawiło, że walczące okręty nie stykały się bezpośrednio, a walka nie polegała na przeprowadzeniu abordażu, lecz na wzajemnym ostrzeliwaniu się. Pozwoliło to Anglikom na rezygnację z utrzymywania wojsk lądowych na pokładach.

## Kontradmirał
W czasie bitwy z hiszpańską Armadą John Hawkins był jednym z trzech kontradmirałów.

## Ostatnia wyprawa
John Hawkins zmarł na morzu w trakcie podjętej wspólnie z Francisem Drakiem wyprawy do Indii Zachodnich.